# Hygromia golasi
Hygromia golasi é uma espécie de gastrópode  da família Hygromiidae.
É endémica de Andorra.